# Herminia ventilabris
Herminia ventilabris är en fjärilsart som beskrevs av Fabricius 1787. Herminia ventilabris ingår i släktet Herminia och familjen nattflyn. Inga underarter finns listade i Catalogue of Life.